# East Riffa Club
East Riffa Club (en árabe: نادي الرفاع الشرقي‎) es un equipo de fútbol bareiní que juega en la Liga Premier de Baréin, la máxima categoría del fútbol de Baréin.

## Historia
Se fundó en 1958 en la ciudad de Riffa. No fue hasta 1994 cuando se hicieron con su primer y único título de liga hasta la fecha. En 1999 y en el año 2000 se hizo con la Copa del Rey de Baréin tras ganar al Al Hala SC y al Al Qadisiya respectivamente. En 2014, jugando en la Segunda División de Baréin, ganaron la Copa del Rey de Baréin y la Supercopa de Baréin, haciéndose además con el título de liga, y ascendiendo así a la máxima división bareiní.

## Palmarés
- Liga Premier de Baréin (1)

1994
- Segunda División de Baréin (1)

2014
- Copa del Rey de Baréin (3)

1999, 2000, 2014
- Supercopa de Baréin (1)

2014

## Enternadores
- Steve Darby (1979)
- Milos Hrstic (1995-1997)
- Milos Hrstic (2003-2006)
- Dragan Talajić (2006-2007)
- José Garrido (2008-2011)
- Senad Kreso (2012)
- Hicham Jadrane (2016-2017)
- Pedro Gómez Carmona (2018-2019)
- Florian Motroc (2019-)